# Marek Ciastoch
Marek Ciastoch (ur. 25 kwietnia 1953 w Izbicy) – polski prawnik i samorządowiec, prezydent Zamościa (1994–1998).

## Życiorys
Uzyskał wykształcenie prawnicze, był pracownikiem urzędu skarbowego w Zamościu. W wyborach w 1990 uzyskał mandat radnego Rady Miejskiej w Zamościu. W latach 1991–1992 pełnił obowiązki wiceprezydenta miasta. W wyborach w 1993 bez powodzenia ubiegał się o mandat senatora. W 1994 został wybrany na prezydenta miasta z ramienia koalicji SLD, PSL i UW. Urząd sprawował do 1998, następnie był radnym miejskim.
W latach 2003–2006 pełnił obowiązki kanclerza Wyższej Szkoły Humanistyczno-Ekonomicznej w Zamościu. Po odejściu z SLD związany z SDPL, kierował jej strukturami w Zamościu. W 2006 nie uzyskał mandatu radnego na kolejną kadencję. Zajął się prowadzeniem działalności gospodarczej w branży finansowej.
W 1998 odznaczony Złotym Krzyżem Zasługi.